# ペニー・アーケード・エキスポ
 ペニー・アーケード・エキスポ（Penny Arcade Expo,略称：PAX）はゲームのイベントであり、TRPGからコンピュータゲームまで様々なジャンルのゲームを扱うことで知られている。毎年シアトル・ボストン・フィラデルフィア・サンアントニオそしてメルボルンで開かれている。
元々本イベントはコンピュータゲームを扱ったウェブコミック『ペニー・アーケード』の作者であるジェリー・ホルキンスとマイク・クラフリクが、ゲームに特化したイベントをやりたいということで、2004年に第1回目が開かれた。
本イベントはファン向けのイベントという性格が強く、業界関係者による公開での講演やゲーム音楽関連のコンサート、ゲームに関するパネルディスカッション、大小さまざまなゲーム開発会社や販売会社による出展、LANパーティーを用いたゲーム大会が開かれるほか、そして無料試遊コーナーが設けられている。
また、本イベントではOmegathonという賞金制のゲーム大会も開かれており、Omegathonの決勝戦はその年の最終開催地にて閉会式の一環として開かれている。
これまでOmegathonの決勝戦で使われたゲームには『テトリス』『ポン』、『Halo 3』、『スキー・ボール』がある。

## 歴史

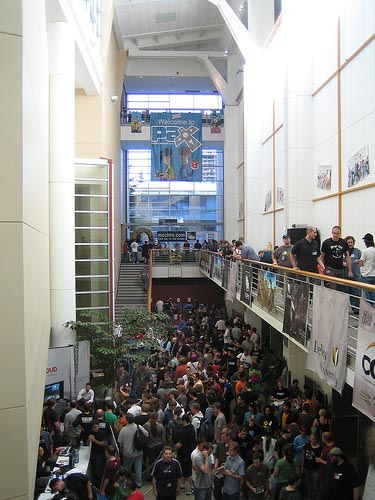
PAX 2006の会場であるメイデンバウアー・センターには多くの来場者が詰めかけた。

第1回目は、漫画『ペニーアーケード』のイベントとして、2004年8月28日と29日の2日間にわたって、ワシントン州ベルビューにあるメイデンバウアー・センターにて開かれ、約3,300人が来場した。以降、毎年8月に同じ会場で開かれるようになった。来場者は急増し、2005年に開かれた第2回目は9,000人を、2006年に開かれた第3回では19,000人を突破した。

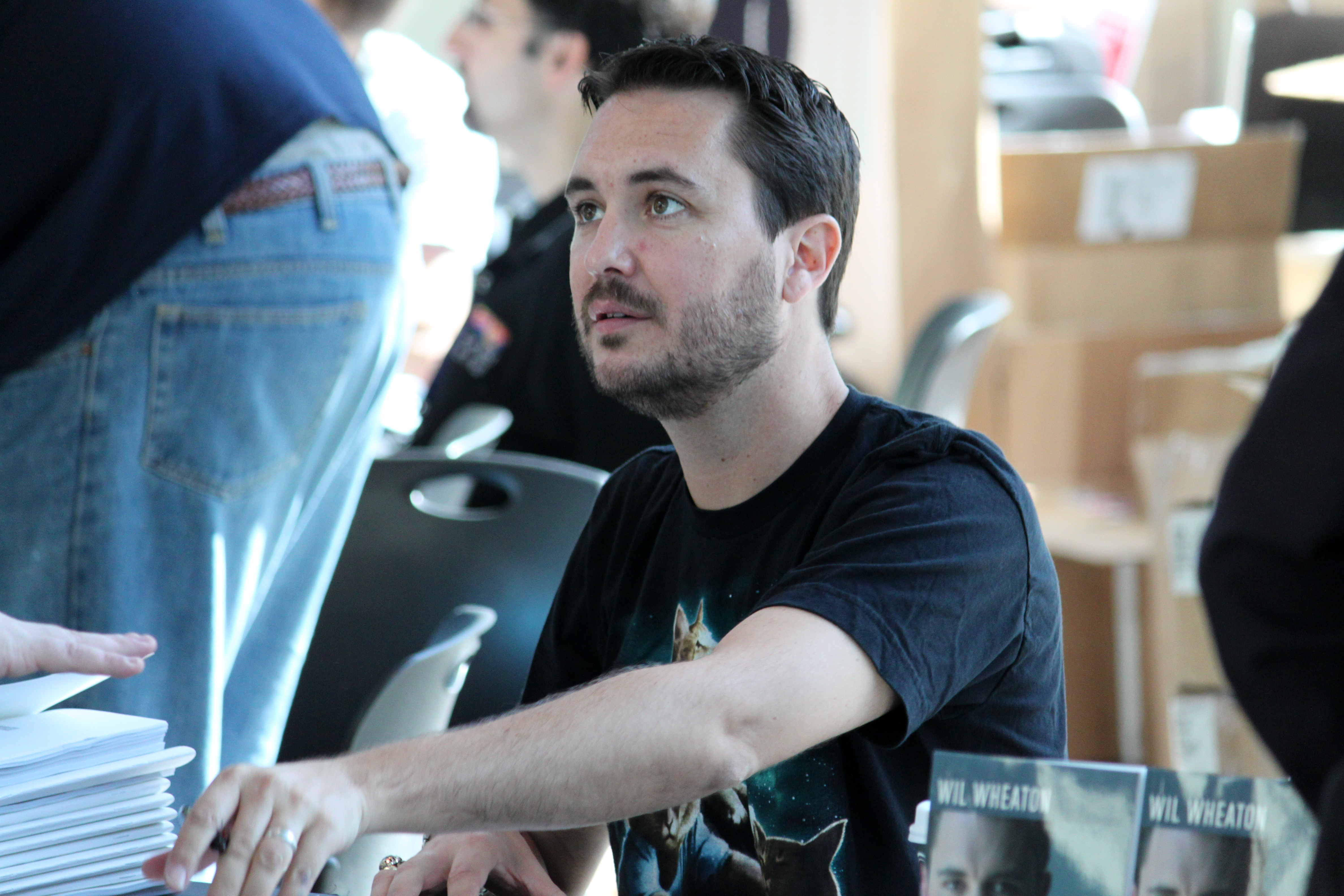
PAX 2009にて、サインに応じるウィル・ウィトン

イベントの規模が大きくなりすぎたことから、2007年にはメイデンバウアー・センターの2倍の広さを持つワシントン州会議場に場所を移して行われ、39,000人の来場者が詰めかけた。
2008年には来場者が 58,500人を記録し、翌年の2009年には 60,750人を記録した。
2010年3月26日から28日の3日間、マサチューセッツ州ボストンにあるハインズ・コンベンション・センターにてPAXが開催された。
東海岸初のPAXとなるこのイベントには、前年にワシントンで開かれたPAX 2009に匹敵する52,290人が来場した。
以降、混乱を避けるため、ワシントン州で開かれるPAXは PAX Prime という名称に変更された。
2010年のPAX Primeでは初めて場外イベントも開かれており、これらのイベントを合わせて 67,600人が来場した。
2011年には、PAX Primeに先駆けて開発者向けイベントPAX Devが開かれ、750人が参加した。このイベントは、開発者が自分たちのビジネス全体について気楽に話せるようにするために開かれたものであり、マスコミの入場は認められなかった。3月、2回目となる PAX Eastがボストン・コンベンション&エキシビション・センターで開かれた。

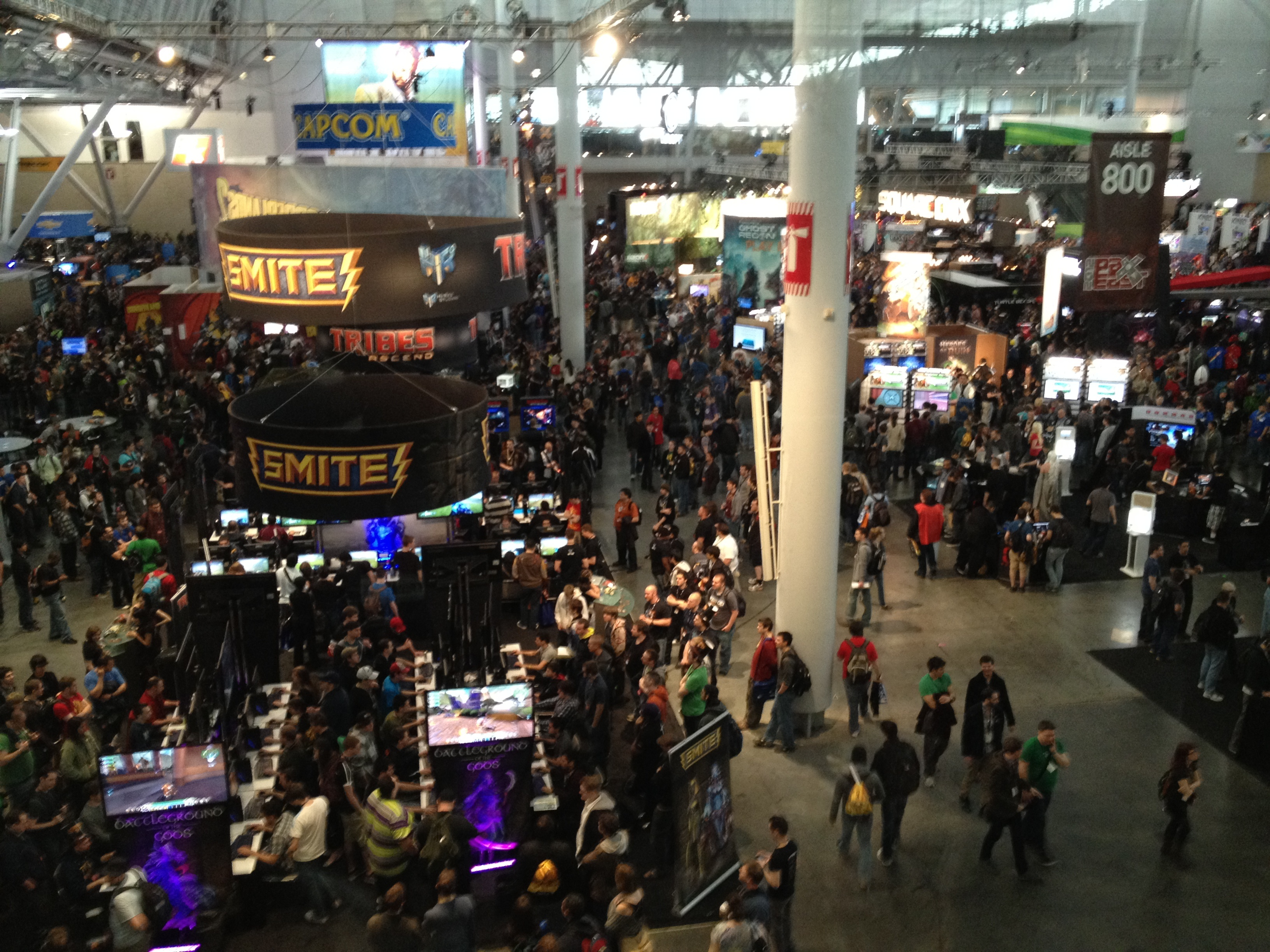
PAX East 2012

2012年4月6日から8日にはPAX East 2012 が開催され、8月31日からレイバー・デーの週末にあたる同年9月2日にはPAX Prime 2012が開催された。
2013年3月22日から24日にはPAX East 2013が開かれた。同年、PAX史上初となるアメリカ国外を会場としたPAX Australia がオーストラリアのメルボルンにあるメルボルン・ショウグラウンズにて開催された。同年8月30日から9月2日に開催されたPAX Primeは、入場チケットが発売から6時間で売り切れる事態が発生した。

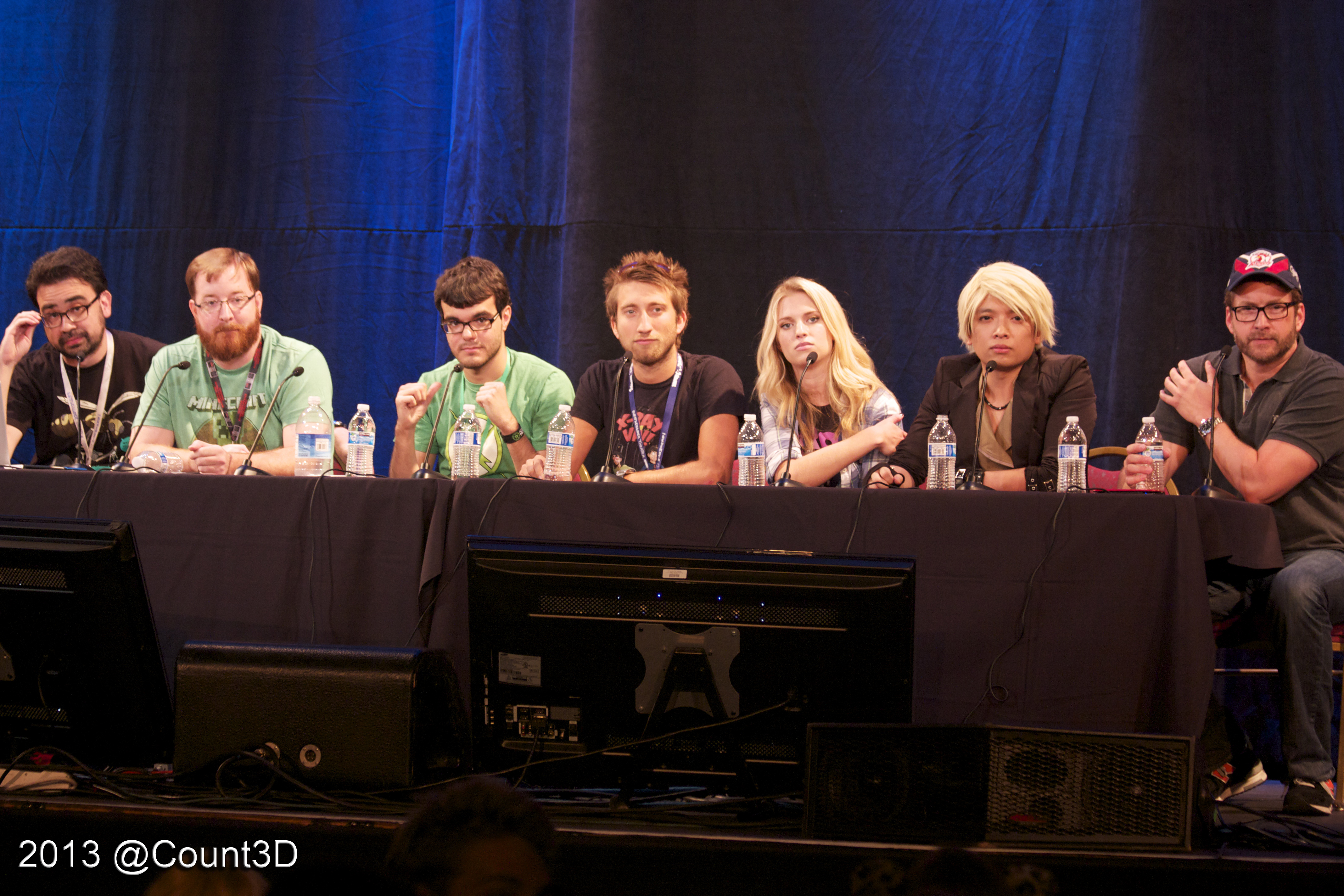
RWBYで知られるルースター・ティース・プロダクションメンバーによるパネルディスカッション。2013年の PAX Prime にて。

2012年初頭、2023年までPAX Eastの本拠地としてボストンを使う契約が結ばれた。

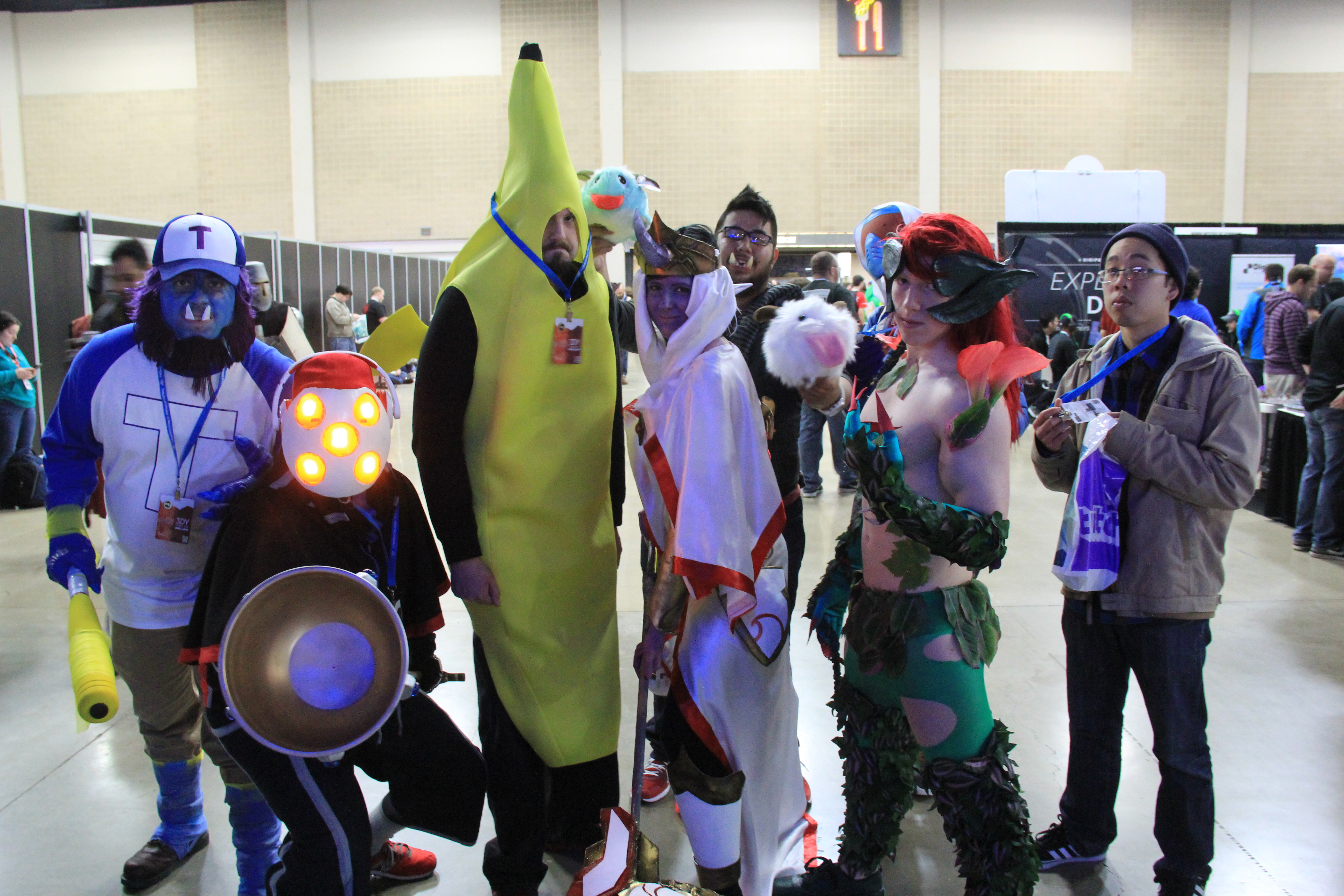
PAX South 2015の来場者によるコスプレ

2013年10月31日から11月2日までメルボルン・コンベンション・アンド・エキシビション・センター で開かれたPAX Australiaも同様に、2019年まで本拠地をメルボルンとする契約が結ばれた。
2015年1月23日から25日には、テキサス州サンアントニオのヘンリー・B・ゴンザレス・コンベンションセンターにて初めてPAX Southが開かれ、来場者数が他のPAXのイベントの初回来場者数を上回った。3月6日から8日にはボストン・コンベンション&エキシビション・センターにてPAX East2015が開催され、8月28日から31日にはワシントン州会議場にてPAX Primeが、メルボルンカップ期間中の10月30日から11月1日にはメルボルン・コンベンション・アンド・エキシビション・センター にてPAX Australiaが開催された。その後、同年11月18日にPAX PrimeはPAX Westに改名された。
2016年1月29日から31日にはテキサス州サンアントニオのヘンリー・B・ゴンザレス・コンベンションセンターでPAX South 2016が開催されたほか、4月22日から24日にはボストン・コンベンション＆エキシビション・センターにてPAX East2016が、9月2日から5日にはワシントン州会議場にてPAX West 2016 が、11月4日から6日にはメルボルン・コンベンション・アンド・エキシビション・センター にてPAX Australiaが開催された。
2017年1月27日から29日にテキサス州サンアントニオのヘンリー・B・ゴンザレス・コンベンションセンターで開催されたPAX South 2017では、PAX Unpluggedというアナログゲーム専門のイベントの開催が予告され、同年11月17日から19日にフィラデルフィアのペンシルバニア・コンベンション・センターで開催された。
2017年3月10日から12日にはPAX Eastがボストン・コンベンション&エキシビション・センターにて開催され、同年8月29日と30日にはPAX Dev 2017が開催された。
また、2017年10月27日から29日にはメルボルン・コンベンション・アンド・エキシビション・センター にてPAX Australiaが開催された。
2018年1月12日から14日にはPAX South 2018が開催された。
PAX East 2018は2018年4月5日から8日まで開かれ、PAX史上初となる4日連続の開催となった。PAX Westも同様に2018年8月31日から9月3日までの4日にわたっての連続開催となった。
2020年は、新型コロナウイルス感染症の流行のためPAX AustraliaとPAX Westが中止となり、代わりにPAX Onlineというオンラインイベントが9月12日から20日の9日間に開かれることが発表された。
同イベントでは、会場でのプレイアブル出展の代替として無料デモの配信が予定されている。